# Jüdischer Almanach (1924–1937)
Der Jüdische Almanach war ein deutschsprachiger Almanach, der in Prag und Wien von 1924 bis 1937 erschien. Herausgegeben vom Selbstwehr-Verlag der gleichnamigen jüdischen Prager Zeitschrift und redigiert von Friedrich Thieberger, bot der Almanach ebenso wie ein Volkskalender neben dem Kalendarium literarische und essayistische Texte. Ausgehend von der zionistischen Einstellung des Verlags, enthält er zahlreiche Palästina-Reportagen. Zu den Beiträgern gehören Martin Buber, Oskar Baum, Morris Rosenfeld, Max Brod, Franz Werfel, Eugen Hoeflich, Rudolf Fuchs, Hugo Herrmann, Otto Pick, Gerda Luft und Franz Kafka. Abgedruckt wurden auch Übersetzungen aus dem Werk von Mendele Moicher Sforim. Das Erscheinen des Jüdischen Almanachs wurde infolge der Einstellung der Verlagsarbeit 1938 vor dem Hintergrund der Zerschlagung der Tschechoslowakei beendet.